# معجزه خنده
معجزه خنده فیلمی به کارگردانی یدالله صمدی و تولید سال ۱۳۷۵ می‌باشد. این فیلم در سال ۱۳۷۶ موفق به اخذ دیپلم افتخار به‌عنوان فیلم برگزیدهٔ انجمن منتقدان و نویسندگان سینمایی برای بهترین کارگردانی گردید. بازی مهدی هاشمی و جایگاه او در داستان، شباهت زیادی به بازی و جایگاه داستانی رابین ویلیامز در فیلم بیدارگری ساخته سال ۱۹۹۰ آمریکا دارد.

## داستان
اشکوری (مهدی هاشمی) با تخصص خنده‌درمانی به ایران بازگشته و در یکی از بیمارستان‌های روانی تهران مشغول به‌کار می‌شود. او بر این عقیده است که بیماران روانی را باید شاد نگه داشت و آنها باید به جامعه برگردند. او یک روز سعی می‌کند گروهی از بیمارانش را برای گردش، به بیرون بیمارستان ببرد و روز دیگر گروه نمایشی را به بیمارستان دعوت می‌کند. رفته‌رفته بیماران به دکتر اشکوری علاقه‌مند می‌شوند و مداوای آنها هم پیشرفت می‌کند و مدیریت بیمارستان (محمد ابهری) که با این اقدامات موافق نیست، در انتها مجبور می‌شود که موافقت خود را اعلام کند. دکتر اشکوری دو تن از بیماران به نام سیروس (کیهان ملکی) و نرگس (فقیهه سلطانی) را تحت مداوا قرار می‌دهد و در پایان کار، سیروس از نرگس خواستگاری می‌کند.

## بازیگران
- مهدی هاشمی
- فقیهه سلطانی
- کیهان ملکی
- محمد ابهری
- جلال مقدم
- اکبر دودکار
- شعبان رنگی‌وند
- فرهاد خانمحمدی
- تورج نصر
- گلاب آدینه
- آرش میراحمدی